# Symplecta propensa
Symplecta propensa är en tvåvingeart som först beskrevs av Alexander 1935.  Symplecta propensa ingår i släktet Symplecta och familjen småharkrankar. Inga underarter finns listade i Catalogue of Life.